# Dios en el budismo

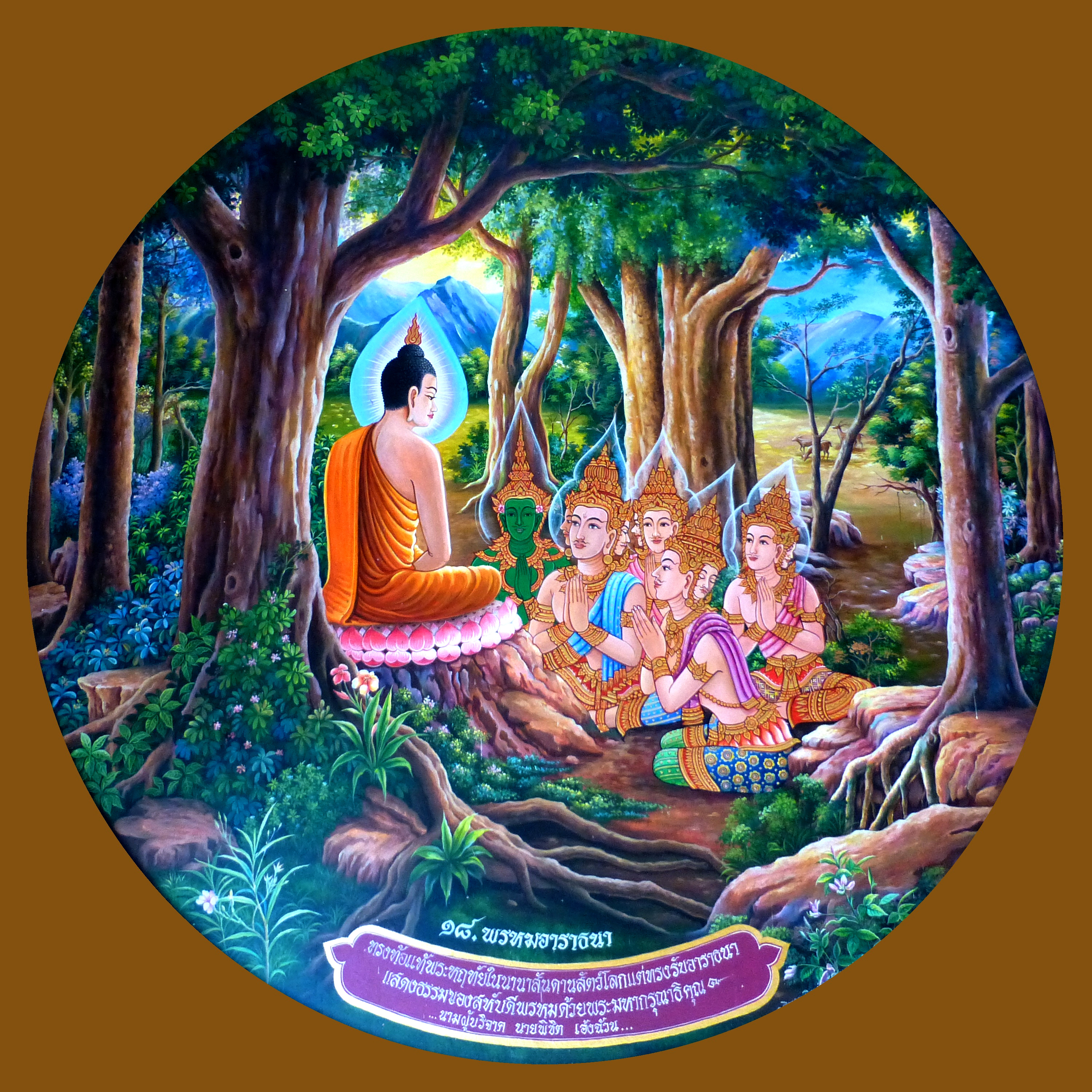
Brahma Sahampati pide al Buda que enseñe el Dharma. El budismo acepta la existencia de devas (seres celestiales, literalmente "brillantes"), pero estas deidades no son eternas ni dioses creadores.

El budismo se opone a la creencia de que el universo haya sido comenzado mediante el acto de una deidad creadora, negando el apoyo a cualquier punto de vista sobre la creación y estableciendo que las preguntas sobre el origen del mundo no tienen valor alguno. El budismo también rechaza cualquier ser personal divino eterno. La no adherencia a la noción de una deidad creadora omnipotente (un Dios supremo) o a una "primera causa" (primum movens) es vista como una distinción clave entre el Budismo y otras religiones y filosofías.
Las enseñanzas del budismo dicen que hay seres divinos llamados devas (a veces traducidos como "dioses") y otras deidades budistas, cielos y renacimientos en su doctrina del saṃsāra o renacimiento cíclico (ver Cosmogonía budista). El budismo enseña que ninguno de estos dioses como creador o como eterno, aunque pueden vivir vidas muy largas. En el budismo, los devas también están atrapados en el ciclo de renacimiento y no son necesariamente virtuosos y o más sabios que nosotros. Por tanto, aunque el budismo incluye múltiples dioses, no se centra en ellos. Peter Harvey llama a esto "trans-politeísta". De hecho muchas veces Buda Gautama está representado como maestro o profesor de estos dioses y es superior a ellos.
Los textos budistas también plantean que deidades mundanas como Mahabrahma son mal interpretadas como un creador. La ontología budista sigue la doctrina del surgimiento dependiente (pratītyasamutpāda), según la cual todos los fenómenos surgen en dependencia de otros fenómenos, por lo que no se puede reconocer o discernir un motor primario inamovible. El Buda Gautama, en los primeros textos budistas, también afirma que no vio un comienzo único para el universo.
A pesar de este aparente no-teísmo, los budistas consideran importante la veneración a personas nobles (aryas), aunque las dos mayores tradiciones o escuelas de budismo difieren en estas actitudes "reverenciales": mientras la escuela de budismo theravada ven a Buda como un ser humano que alcanzó el nirvana o budeidad a través de esfuerzos humanos, algunos budistas de la escuela de budismo mahāyāna le consideran la personificación de un personaje nacido para el beneficio de los demás. De hecho, algunos budistas mahāyāna rinden culto al bodhisattva, Avalokiteshvara, y esperan poder encarnarse en él.
Durante el periodo medieval, filósofos budistas como Vasubandhu desarrollaron extensas refutaciones del creacionismo y del teísmo. Por ello, algunos estudiosos modernos, como Matthew Kapstein, han descrito esta última etapa del budismo como antiteísta.
Sin embargo, a pesar de la tradición no teísta dominante en el budismo, algunos escritores como B. Alan Wallace han señalado que algunas doctrinas del budismo Vajrayana pueden considerarse similares a algunas doctrinas teístas de la creación.

## Los primeros textos budistas

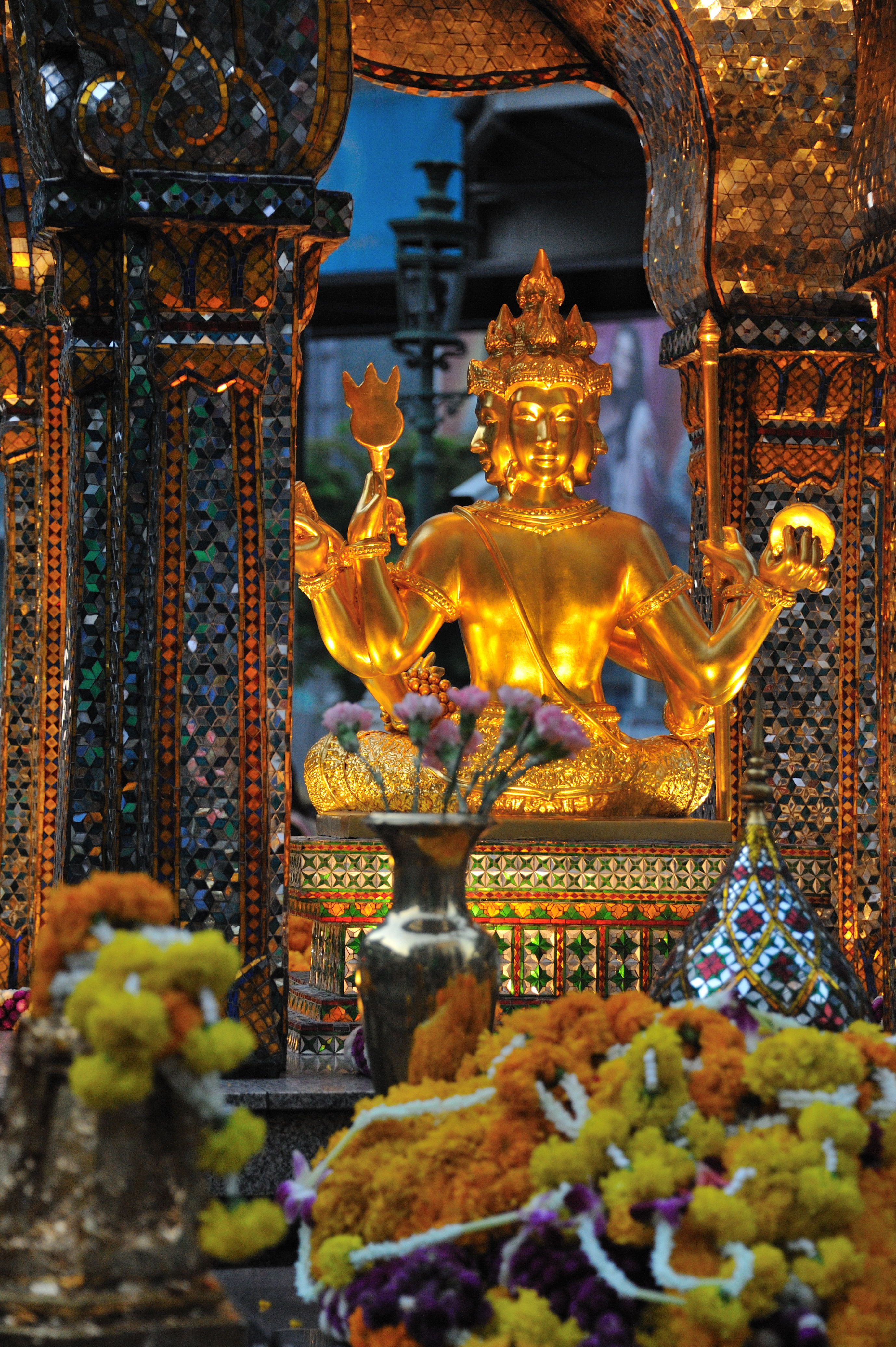
El deva Brahma suele ser objeto de devoción en el budismo, pero no se le considera un creador ni tiene vida eterna. Esta representación de la deidad procede del santuario de Erawan, en Bangkok (Tailandia).

Damien Keown señala que en el Saṃyutta Nikāya, el Buda considera que el ciclo de renacimientos se remonta a "muchos cientos de miles de eones sin principio discernible". El Saṃyutta Nikāya 15:1 y 15:2 afirma: "este samsara no tiene un principio descubrible. No se discierne un primer punto de los seres que vagan y deambulan obstaculizados por la ignorancia y encadenados por el ansia."
Según el budaólogo Richard Hayes, la literatura budista temprana nikaya trata la cuestión de la existencia de un dios creador "principalmente desde un punto de vista epistemológico o moral". En estos textos, el Buda se centra en las afirmaciones de otros maestros de que sus enseñanzas sobre dios conducen al bien supremo. Según Hayes, en el Tevijja sutta (D.N. 13), se relata una disputa entre dos brahmanes sobre la mejor manera de alcanzar la unión con Brahma (brahmasahavyata), que se considera el dios más elevado sobre el que ningún otro ser tiene dominio y que lo ve todo. Sin embargo, tras ser interrogados por el Buda, se revela que no tienen ninguna experiencia directa de este Brahma. El Buda dice que su objetivo religioso es irrisorio, vano y vacío. Hayes también señala que en los primeros textos, el Buda es representado como un escéptico en contra de ciertas especulaciones religiosas, incluidas las especulaciones sobre un dios creador.
El monje theravada Narada Thera escribe que el Buda critica la doctrina de la creación por una deidad suprema (es decir, Ishvara, "el señor") en el Aṇguttara Nikāya. Esta doctrina se define de la siguiente manera: "cualquier felicidad o dolor o sentimiento neutro que esta persona experimente, todo eso se debe a la creación de una deidad suprema (Pali: issaranimmāṇahetu)". El Buda criticó este punto de vista porque lo veía como una enseñanza fatalista que llevaría a la inacción o a la pereza. Los sutras dicen:
Debido a la [creencia en la] creación de una deidad suprema, los hombres se convertirán en asesinos, ladrones, impúdicos, mentirosos, calumniadores, abusivos, parlanchines, codiciosos, maliciosos y perversos en vista. Por lo tanto, para los que recurren a la creación de un dios como razón esencial, no hay ni deseo ni esfuerzo ni necesidad de hacer esta obra o abstenerse de aquella.
En otro sutta temprano (Devadahasutta, Majjhima Nikāya 101), el Buda considera que el dolor y el sufrimiento que experimentan ciertos individuos indican que si fueron creados por un Dios, es probable que éste sea un Dios malvado:
si el placer y el dolor que sienten los seres son causados por el acto creativo de un Dios Supremo, entonces los Nigaṇṭhas seguramente deben haber sido creados por un Dios Supremo malvado, ya que ahora sienten sentimientos tan dolorosos, desgarradores y punzantes.

### Devas que se confunden con un creador
Según Peter Harvey, el budismo sostiene que el universo no tiene un principio último y, por tanto, no hay lugar para un Dios creador. En los sutras, hay varios devas ("celestiales" o "los brillantes", seres muy desarrollados y poderosos), como el "gran brahma" (mahabrahma) del Digha Nikaya 1.18. Sin embargo, aunque son amables y compasivos, ninguno de los brahmas es creador de mundos.
El canon Pali también tiene pasajes que explican cómo ciertos devas llegan a creer erróneamente que son creadores. Esto ocurre cuando un universo llega a su fin y los seres de ese sistema renacen como devas en otros cielos. Durante este proceso de destrucción y renacimiento cíclicos, un deva mahabrahma nace entonces en un sistema mundial y está solo. Anhela la presencia de otros, y entonces otros dioses renacen como sus compañeros. En suttas como DN 1, Mahabrahma olvida sus vidas pasadas y se cree falsamente "el Creador, el Hacedor, el que todo lo ve, el Señor". Los otros devas también llegan a creer esto. Con el tiempo uno de los devas muere y renace como humano con el poder de recordar su vida anterior. El enseña lo que recuerda de su vida anterior. Según el Canon Pali, esto es lo que lleva a la creencia humana en un creador.

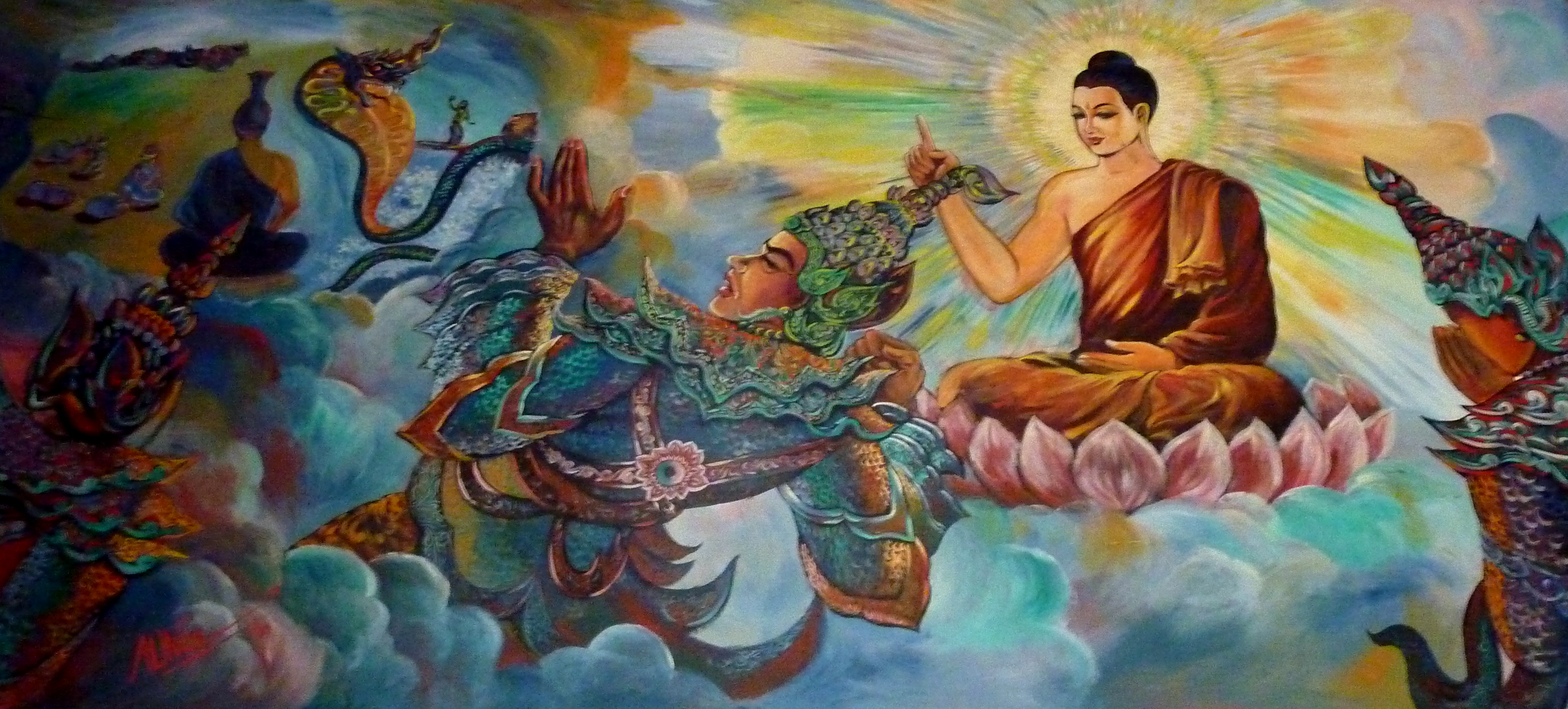
Representación de la derrota de Baka Brahma por parte de Buda. Baka era un brahma que se creía erróneamente el creador todopoderoso. Wat Olak Madu, Kedah.

Una historia similar de un brahma deva que se confunde con el creador todopoderoso puede verse en el Brahma-nimantanika-sutta (MN 49). En este sutta, el Buda muestra su conocimiento superior al explicar cómo un deva llamado Baka Brahma, que se cree supremamente poderoso, en realidad no conoce ciertos reinos espirituales. El Buda también demuestra su poder psíquico superior al desaparecer de la vista de Baka Brahma, a un reino que no puede alcanzar y luego lo desafía a hacer lo mismo. Baka Brahma fracasa en su intento. El texto también representa a Mara, una figura malvada y embaucadora (como un diablo), que intenta apoyar la idea errónea que los brahmanes tienen de sí mismos. Como señala Michael D. Nichols, el MN 49 parece mostrar que "la creencia en una figura creadora eterna es una estratagema presentada por el Maligno para engañar a la humanidad, y la implicación es que los brahmanes que creen en el poder y la permanencia de Brahma han caído en ella".

## El problema del mal en los Jatakas
Algunos relatos de las colecciones budistas de jataka esbozan una crítica a una deidad creadora que se asemeja al problema del mal.
Un relato Jataka (VI.208) afirma:
Si Brahma es el señor de todo el mundo y el creador de la multitud de seres, entonces ¿por qué ha ordenado la desgracia en el mundo sin hacer feliz a todo el mundo? ¿Con qué propósito ha hecho que el mundo esté lleno de injusticia, falsedad y presunción? ¿Es tan malo el señor de los seres que ha ordenado la injusticia cuando podría haber habido justicia?
En el Bhūridatta Jātaka (n.º 543), el bodhisattva (es decir, el futuro Buda en una vida pasada) afirma:
"Quien tiene ojos puede ver este espectáculo enfermizo, ¿por qué Brahmā no pone en orden a sus criaturas? Si su amplio poder no tiene límites ¿Por qué su mano reparte bendiciones tan raramente? Por qué sus criaturas están todas condenadas al dolor?  ¿Por qué no da la felicidad a todos los seres? ¿Por qué prevalecen el fraude, la mentira y la ignorancia?  ¿Por qué triunfa la falsedad y fracasan la verdad y la justicia?  Veo a Brahmā como el más injusto de todos, ya que hizo un mundo sin ningún refugio."
En el Mahābodhi Jātaka (n.º 528), el bodhisattva dice:
"Si existe algún Señor todopoderoso que puede hacer que cada criatura sea dichosa o desgraciada, y crea todas las acciones sean buenas o malas  Ese Señor está manchado de pecado, ya que la humanidad sólo sigue su voluntad".

## Filósofos budistas medievales
Mientras que el budismo primitivo no se ocupó tan extensamente de criticar los conceptos de Dios o Īśvara (ya que el teísmo no fue tan prominente en la India hasta la época medieval), los budistas indios medievales se dedicaron mucho más a refutar el teísmo hindú. Según Matthew Kapstein, los filósofos budistas medievales desplegaron muchos argumentos, incluyendo el argumento del mal y otros argumentos que "enfatizaban los problemas formales en la concepción de una deidad suprema." Kapstein esboza esta segunda línea de argumentación como sigue:
Los teístas afirman que Dios debe ser eterno, y una entidad eterna debe estar totalmente libre de corrupción y cambio. Ese mismo ser eterno es considerado el creador (la base causal) de este mundo de corrupción y cambio. Sin embargo, el estado cambiante de una cosa que es causada implica que haya cambio también en su base causal, porque una causa inmutable no puede explicar la alteración del resultado. Por lo tanto, la hipótesis de un dios creador no puede explicar nuestro mundo cambiante, o bien Dios mismo debe estar sujeto al cambio y a la corrupción, y por lo tanto no puede ser eterno. La creación implica, pues, la impermanencia del creador. Los filósofos budistas concluyeron que el teísmo no podía salvarse de tales contradicciones.
Kapstein también señala que para esta época, "el anterior rechazo del teísmo por parte del budismo había dado paso a un antiteísmo bien formado". Sin embargo, Kapstein señala que estas críticas siguieron siendo principalmente filosóficas, ya que el antiteísmo budista "se concibió principalmente en términos de los requisitos lógicos de los sistemas filosóficos budistas, para los que el concepto de un dios personal violaba las exigencias racionales de un orden impersonal, moral y causal."

### Los filósofos de madhyamaka
El Tratado de las Doce Puertas (十二門論, Shih-erh-men-lun), atribuido al filósofo madhyamaka Nagarjuna (c. siglo I-II), se dedica a refutar la creencia de ciertos indios no budistas en un dios llamado Ishvara, que es "el creador, gobernante y destructor del mundo." Nagarjuna presenta varios argumentos en contra de un Dios creador, entre ellos el siguiente:
- "Si todos los seres vivos son hijos de Dios, él debería utilizar la felicidad para vencer su sufrimiento y no debería darles sufrimiento. Los que le adoran no deberían tener sufrimiento, sino que deberían disfrutar de la felicidad. Pero esto no es cierto en la realidad".
- "Si Dios es autoexistente, no debería necesitar nada. Si necesita algo, no debería llamarse autoexistente. Si no necesita nada, ¿por qué [causó] el cambio, como un niño pequeño que juega a un juego, para hacer todas las criaturas?"
- "Si Dios creó a todos los seres vivos, ¿quién lo creó a él? Que Dios se creó a sí mismo, no puede ser cierto, pues nada puede crearse a sí mismo. Si fuera creado por otro creador, no sería autoexistente".
- "Si todos los seres vivos provienen de Dios, deberían respetarlo y amarlo como los hijos aman a su padre. Pero en realidad no es así; algunos odian a Dios y otros lo aman".
- "Si Dios es el hacedor [de todas las cosas], ¿por qué no creó a los hombres todos felices o todos infelices? ¿Por qué hizo a unos felices y a otros infelices? Sabríamos que actúa por odio y por amor, y por tanto no es autoexistente. Puesto que no es autoexistente, todas las cosas no son hechas por él".

Además, en su Carta a un amigo, Nagarjuna también rechaza la idea de una deidad creadora:
Los agregados no provienen de un triunfo de la voluntad, ni del tiempo (permanente), no surgen de la materia primordial, de una naturaleza esencial, ni del poderoso creador Ishvara, y no surgen sin una causa. Surgen de la ignorancia, de las acciones kármicas y del ansia.
Bhāviveka (c. 500 - c. 578 EC) también critica la idea en su Madhyamakahṛdaya (Corazón de la Vía Media, cap. III). Candrakīrti afirma en su Introducción a la Vía Media (6.114):

Porque las cosas (bhava) no se producen sin una causa (hetu), ni de un dios creador (ishvara), ni de ellas mismas, de otra [causa] o de ambas, se producen siempre en dependencia [de las condiciones].
Shantideva (c. siglo VIII) en el capítulo 9 de su Bodhicaryāvatāra también critica la noción de un creador.

### Vasubandhu

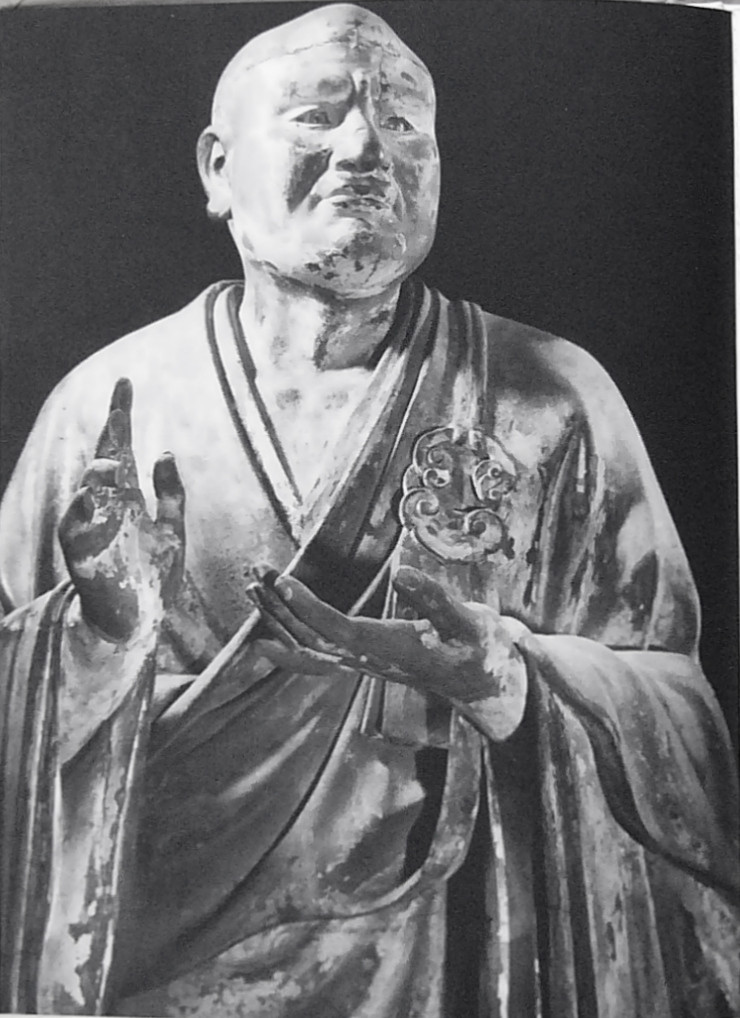
Estatua de madera de Vasubandhu, Templo Kofukuji, Nara, Japón

El filósofo budista del siglo V Vasubandhu argumentó que la identidad singular de un creador es incompatible con la creación del mundo en su Abhidharmakosha. Vasubandhu afirma en el Abhidharmakosha (AKB, capítulo 2):
El universo no se origina en una sola causa (ekaṃ kāraṇam) que puede llamarse Dios o Señor Supremo (Īśvara), Ser (Puruṣa), Fuente Primordial (Pradhāna) o cualquier otro nombre.
Vasubandhu procede a esbozar varios argumentos a favor y en contra de la existencia de una deidad creadora o de una causa única. En el argumento que sigue, el budista no teísta comienza afirmando que si el universo surgiera de una causa única "las cosas surgirían todas al mismo tiempo, sin embargo, todo el mundo percibe que surgen sucesivamente". El teísta responde que las cosas surgen en sucesión debido al poder de la voluntad de Dios, él quiere que las cosas surjan en sucesión. El budista entonces responde "entonces las cosas no surgen de una sola causa, porque los deseos (de Dios) son múltiples". Además estos deseos tendrían que ser simultáneos, pero como dios no es múltiple, las cosas surgirían todas al mismo tiempo.
El teísta responde que los deseos de Dios no son simultáneos, "porque Dios, para producir sus deseos, tiene en cuenta otras causas". El budista responde que si esto es así, entonces Dios no es la causa única de todo y además depende de causas que también dependen de otras causas (y así sucesivamente).
Se retoma otra línea de argumentación teísta que dice que los deseos de Dios son simultáneos, pero las cosas del mundo surgen en sucesión porque Dios desea que surjan así. Pero como Dios es una causa singular unitaria, el budista argumenta que esta singularidad no es compatible con el hecho de que estos diferentes deseos puedan actuar en sucesión (en cambio, deben ocurrir todos a la vez o Dios no es unitario).

Entonces se plantea la cuestión de por qué Dios crea el mundo. El teísta afirma que es para la propia alegría de Dios. El budista responde que, en este caso, Dios no es el controlador de su propia alegría, ya que no puede crearla sin un medio externo, y "si no es soberano con respecto a su propia alegría, ¿cómo puede ser soberano con respecto al mundo?" Además, el budista también dice:
¿Dices que Dios encuentra alegría en ver a las criaturas que ha creado, sufriendo las angustias de la existencia, como las torturas de los infiernos? ¡Homenaje a este tipo de Dios! La estrofa profana lo expresa bien: "Se le llama Rudra porque arde, porque es agudo, feroz, temible, comedor de carne, sangre y médula.
Además, el budista afirma que los seguidores de Dios como causa única niegan la causa y el efecto observables. Si modifican su posición para aceptar las causas y los efectos observables como auxiliares de su Dios, entonces "esto no es más que una afirmación piadosa, porque no vemos la actividad de una Causa (Divina) junto a la actividad de las causas que ellos llaman secundarias."
El budista también argumenta que si Dios no tuvo un principio, la creación del mundo por parte de Dios tampoco tendría un principio. Vasubandhu afirma:"el teísta podría decir que la obra de Dios es la [primera] creación [del mundo] (ādisarga). Pero entonces esto significaría que la creación, dependiente sólo de Dios, nunca tendría un principio, como Dios mismo.  Esta es una consecuencia que el teísta rechaza.”
Vasubandhu termina esta sección de su comentario afirmando que los seres sintientes vagan de nacimiento en nacimiento realizando diversas acciones, experimentando los efectos de su karma y "pensando falsamente que Dios es la causa de este efecto. Debemos explicar la verdad para acabar con esta falsa concepción".

### Otros filósofos de yogacara
El monje chino Xuanzang (fl. c. 602-664) estudió budismo en la universidad budista india de Nalanda durante el siglo VII. Allí estudió las enseñanzas del Yogacara con el abad Śīlabhadra. En su Cheng Weishi Lun (sct. Vijñāptimātratāsiddhiśāstra, El tratado que establece que sólo hay imaginación), Xuanzang refuta una doctrina del "Gran Señor" o Gran Brahmā. Según Xuanzang:
Según una doctrina, existe una gran deidad autoexistente cuya sustancia es real y que es omnipresente, eterna y productora de todos los fenómenos. Esta doctrina no es razonable. Si algo produce algo, no es eterno, y lo no eterno no es omnipresente, y lo que no es omnipresente no es real. Si la sustancia de la deidad es omnipresente y eterna, debe contener todos los poderes y ser capaz de producir todos los dharmas en todas partes, en todo momento y simultáneamente. Si produce un dharma cuando surge un deseo, o según las condiciones, esto contradice la doctrina de una causa única. O bien, los deseos y las condiciones surgirían espontáneamente ya que la causa es eterna. Otras doctrinas afirman que hay un gran Brahma, un Tiempo, un Espacio, un Punto de Partida, una Naturaleza, un Éter, un Ser, etc., que es eterno y existe realmente, está dotado de todos los poderes y es capaz de producir todos los dharmas. Nosotros refutamos todo esto de la misma manera que lo hicimos con el concepto del Gran Señor.
El erudito budista del siglo VII, Dharmakīrti, avanza una serie de argumentos contra la existencia de un dios creador en su Pramāṇavārtika, siguiendo los pasos de Vasubandhu.
Eruditos mahayana posteriores como Śāntarakṣita, Kamalaśīla, Śaṅkaranandana (fl. c. siglo IX o X) y Jñānaśrīmitra (fl. 975-1025) también continuaron a desarrollar los argumentos antiteístas budistas.
El filósofo budista del siglo XI de la universidad de Vikramashila, Ratnakīrti, criticó los argumentos a favor de la existencia de un ser semejante a Dios llamado Isvara, en su "Refutación de los argumentos que establecen el Īśvara" (Īśvara-sādhana-dūṣaṇa). Estos argumentos son similares a los utilizados por otras subescuelas del hinduismo y el jainismo que cuestionaban la teoría Navya-Nyaya del creador dualista.

### Budistas theravada
El influyente comentarista theravada Buddhaghosa también negó específicamente el concepto de un Creador. Escribió:
Porque no hay ningún dios Brahma, el creador del mundo condicionado de renacimientos. Los fenómenos (dharmas) fluyen solos, condicionados por la unión de las causas. (Visuddhimagga 603).

## Doctrina del adibuda

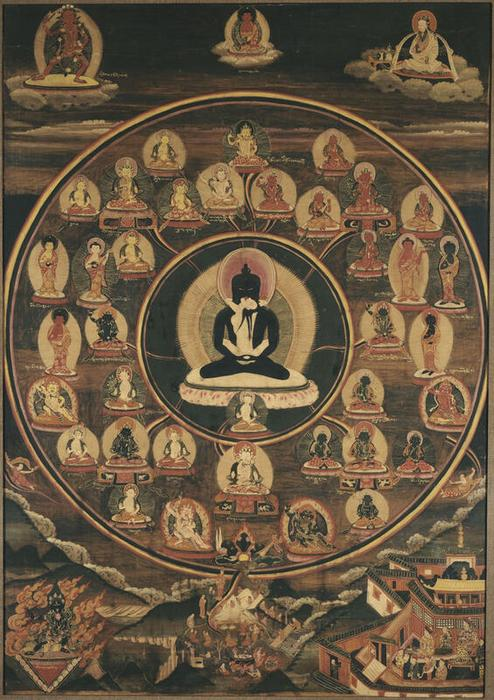
Una pintura que representa al adibuda Samantabhadra en unión con su consorte femenina Samantabhadri.

Algunos autores consideran que la idea budista del "adi-buda" ("buda primordial" o "primer buda") se asemeja al teísmo, aunque otros escritores budistas no están de acuerdo.

### La similitud de la teoría del adibuda con el teísmo
B. Alan Wallace escribe sobre cómo el concepto Vajrayana del adibuda, que en algunas escrituras es visto como sinónimo del tathāgatagarbha, es visto a veces como formando el fundamento o base tanto del samsara como del nirvana. Este punto de vista, según Wallace, sostiene que "todo el universo consiste en manifestaciones de esta conciencia infinita, radiante y vacía".
Además, Wallace señala las similitudes entre estas doctrinas del Vajrayana y las nociones de un "fundamento del ser" divino creativo o un ser trascendental que se encuentran en el Vedanta, el Neoplatonismo y la teología cristiana. Eva K. Dargyay también señala que el tantra dzogchen llamado Kunjed Gyalpo (Rey creador de todo) utiliza un lenguaje simbólico para el adi-buddha Samantabhadra que recuerda al teísmo.
Alexander Studholme también señala cómo el Kāraṇḍavyūhasūtra presenta al gran bodhisattva Avalokiteśvara como una especie de señor supremo del cosmos y como progenitor de diversos cuerpos celestes y divinidades (como el sol y la luna, las deidades Shiva y Vishnu, etc.). El propio Avalokiteśvara es visto en la versión versificada del sutra, como una emanación del primer buda, que es llamado svayambhu (autoexistente, no nacido de nada ni de nadie) y el "señor primordial" (adinatha).

### Adibuda como teoría no teísta
El traductor Jim Valby señala que el "Rey Creador de Todo" del pensamiento dzogchen y las deidades que lo acompañan "no son dioses, sino símbolos de diferentes aspectos de nuestra iluminación primordial. Kunjed Gyalpo es nuestra presencia pura y perfecta atemporal más allá de la causa y el efecto".
El gran maestro dzogchen Namkhai Norbu también sostiene que esta figura no es un Dios creador, sino que es un símbolo de un estado de conciencia y una personificación de la tierra o base (ghzi) en el pensamiento dzogchen. El 14.º Dalái lama también considera que esta deidad (llamada Samantabhadra) es un símbolo del concepto de "base".

Namkhai Norbu explica que la idea dzogchen del adi-buda Samantabhadra "debe entenderse principalmente como una metáfora que nos permite descubrir nuestra verdadera condición". Además, añade que:
Si pensamos que Samantabhadra es un ser individual, estamos lejos del verdadero significado. En realidad, él denota nuestra potencialidad que nunca ha sido condicionada por el dualismo, aunque en el momento presente estemos en el samsara. Desde el principio, el estado del individuo ha sido puro y siempre permanece puro: esto es lo que representa Samantabhadra. Pero cuando caemos en el condicionamiento, es como si dejáramos de ser Samantabhadra, porque ignoramos nuestra verdadera naturaleza. Así que lo que se llama el Buda primordial, o Adibuda, es sólo una metáfora de nuestra verdadera condición.
En cuanto al término Buda Adi utilizado en la tradición tántrica de Kalachakra, la estudiosa del budismo tántrico Vesna Wallace escribe
Cuando la tradición de Kalacakra habla del Adibuddha en el sentido de un Buda sin principio y sin fin, se refiere a la gnosis innata que impregna la mente de todos los seres sensibles y que constituye la base tanto del samsara como del nirvana. En cambio, cuando se habla del Adibuddha como aquel que alcanzó por primera vez la iluminación perfecta por medio de la dicha imperecedera, y cuando se afirma la necesidad de adquirir méritos y conocimientos para alcanzar la budeidad perfecta, se está refiriendo a la realización real de la propia gnosis innata. Así, se podría decir que en la tradición de Kalacakra, Adibuddha se refiere a la naturaleza última de la propia mente y a quien ha realizado la naturaleza innata de la propia mente por medio de prácticas purificadoras.

## El antiteísmo budista moderno

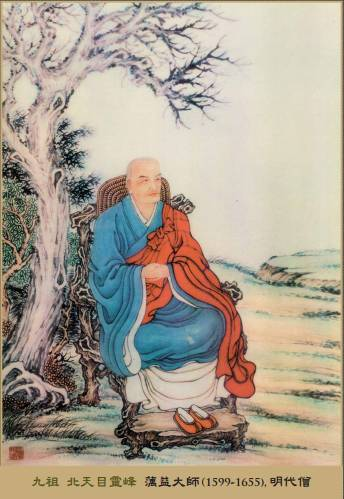
Ouyi Zhixu, una de las grandes figuras budistas chinas de la dinastía Ming

La era moderna puso a los budistas en contacto con las religiones abrahámicas, especialmente con el cristianismo. Los intentos de convertir las naciones budistas al cristianismo a través de la labor misionera fueron contrarrestados por las refutaciones budistas de la doctrina cristiana y condujeron al desarrollo del modernismo budista. Los primeros intentos cristianos de refutar el budismo y criticar sus enseñanzas fueron los de jesuitas como Alessandro Valignano, Michele Ruggieri y Matteo Ricci.
Estos ataques cristianos fueron respondidos por budistas asiáticos, que escribieron críticas al cristianismo, a menudo centradas en refutar el teísmo cristiano. Quizá el primer intento de este tipo fue el del eminente monje chino Zhu Hong (祩宏, 1535-1615), autor de Cuatro ensayos sobre el cielo (天說四端). Otro influyente crítico budista chino del teísmo cristiano fue Xu Dashou (許大受), que escribió una larga y sistemática refutación del cristianismo titulada Zuopi (佐闢 , Ayuda a la refutación), que intenta refutar el cristianismo desde el punto de vista de tres tradiciones chinas (confucianismo, budismo y taoísmo).
El monje Ouyi Zhixu (蕅益智旭, 1599-1655), escribió más tarde el Bixie ji (Ensayos recopilados para refutar la heterodoxia), que ataca específicamente al cristianismo por motivos de teodicea, además de basarse en la ética clásica confuciana. Según Beverley Foulks, en sus ensayos, Zhixu "se opone a la forma en que los jesuitas invisten a Dios con cualidades de amor, odio y el poder de castigar, critica la noción de que Dios crearía a los humanos para ser buenos y malos, y finalmente cuestiona por qué Dios permitiría que Lucifer tentara a los humanos hacia el mal".
Los budistas japoneses modernos también escribieron sus propias obras para refutar el teísmo cristiano. Fukansai Habian (1565-1621) es quizás uno de los más conocidos de estos críticos, especialmente porque fue un converso al cristianismo que luego se convirtió en apóstata y escribió una polémica anticristiana titulada Deus Destruido (Ha Daiusu) en 1620. El monje zen Sessō Sōsai también escribió una importante obra anticristiana, el Argumento para la extinción de la herejía (Taiji Jashū Ron), en la que sostenía que el Dios cristiano no es más que el Brahma védico y que el cristianismo era una forma herética del budismo. Sus críticas fueron especialmente influyentes en los dirigentes del shogunato Tokugawa.
Posteriormente, los budistas japoneses siguieron escribiendo críticas antiteístas, centradas en el cristianismo. Entre estas figuras se encuentran Kiyū Dōjin (también conocido como Ugai Tetsujō 1814-91, que fue jefe del Jōdo-shū), que escribió Reírse del cristianismo (1869) y las diversas publicaciones de Inoue Enryō. Según Kiri Paramore, los ataques japoneses del siglo XIX contra el cristianismo solían basarse en críticas más racionalistas y filosóficas que las de la época Tokugawa (que solían estar más impulsadas por el nacionalismo y la xenofobia).
Los budistas theravada modernos también han escrito varias críticas a un Dios creador que hacen referencia a las teorías cristianas y modernas de Dios. Entre estas obras se encuentran Beyond Belief (Más allá de la creencia) de A.L. De Silva, Buddhism and the God Idea (El budismo y la idea de Dios) de Nyanaponika Thera (1985) y A Buddhist critique of the Christian concept of God (Crítica budista del concepto cristiano de Dios) de Gunapala Dharmasiri (1988).